# Will and the People
Will and the People is een Britse muziekgroep die in 2010 in Londen is opgericht en bestaat uit frontman Will Rendle (zang, gitaar en bas), Charlie Harman (drums), Jim Ralphs (keyboard) en Jamie Rendle (gitaar, bas).

## Geschiedenis
De bandleden ontmoeten elkaar in 2010 op het Glastonbury Festival in Engeland. Vanuit het Engelse White Waltham, een plattelandsdorpje ten westen van Londen, schrijven en oefenen ze hun nummers en nemen hier ook hun muziek op. Hun inspiratie halen ze uit de muziek van The Beatles, The Doors, Supertramp, Bob Marley, The Police, John Lennon en Jerry Lee Lewis.
Op 18 mei 2012 kwam hun gelijknamige debuutalbum uit. Het album bereikte een 28ste plaats in de Nederlandse Album Top 100. Voorafgaande aan het album werd de single Lion in the Morning Sun uitgebracht, dat in Nederland een hit werd. In week 19 van 2012 werd het nummer 3FM Megahit op 3FM. De single bereikte een tiende plaats in de Nederlandse Single Top 100 en nummer negen in de Nederlandse Top 40.
Op 26 mei 2012, en 16 juni 2013 traden ze op tijdens het Nederlandse muziekfestival Pinkpop. Ook stonden ze in 2011 en 2012 op het muziekfestival Lowlands in Biddinghuizen.
Op 18 januari 2013 kwam hun tweede album Friends uit.
In 2014 spelen ze voor de eerste democratisch gekozen Nigeriaanse president, Olusegun Obasanjo, bij de Royal Courts of Justice in Londen en nemen ze met een live deel aan speciale koninklijke huwelijksfeesten tijdens de officiële Engelse vieringen. Will and the People wordt een echt Europees sociaal fenomeen: binnen een paar maanden zijn er meer dan 40.000 fans tussen Facebook en Twitter, de single "Lion In The Morning Sun" bereikt een miljoen of meer views en bijna 4 miljoen views in totaal van hun officiële YouTube-kanaal. Van 2012 tot 2015 speelde Will and the People praktisch over de hele wereld: Cambodja, Singapore, Vietnam, Roemenië, Frankrijk, Italië, Oostenrijk, Duitsland, India en ten slotte diverse uitverkochte optredens in Nederland. In juli 2015 brachten ze hun derde album "Whistleblower" uit met hun onafhankelijke label, Baggy Trouser, wat hen ertoe bracht weer op te treden op de belangrijkste Europese podia en, in 2016, tot Noord-Amerikaanse, zoals dat van California Roots Festival.

### 2016-2020
Na de succesvolle tour van 2016 keert de band terug naar de studio om een nieuw album op te nemen, maar om verschillende redenen stopt het project. In 2017 spelen ze als supportband tijdens de Europese tour van de bekende Australische groep Sticky Fingers, met wie ze een uitstekende vriendschap hebben, en openen hun concerten op verschillende Engelse data. Na een periode zonder concerten, keert de band terug om live te spelen met talloze dates tussen Nederland en Engeland in 2018. In juli van hetzelfde jaar, overlijdt Emanuele Tiberi, historische producer, geluidstechnicus en oude vriend van Will en de mensen na een klap op het hoofd. De band brengt enige tijd door in Norcia, de geboorteplaats van Tiberi, om dicht bij de familie van de jongen te blijven en de basis te leggen om een festival in zijn nagedachtenis te organiseren. Aan het eind van het jaar keren ze terug naar de studio om nieuw materiaal op te nemen, en begin 2019 komt in feite de single "Gigantic" uit, die gevolgd zal worden door diverse radiopresentaties en uitverkochte concerten in heel Nederland. Dankzij de wil van de familie Tiberi, zijn vrienden en de band vindt in de zomer van 2019 de eerste editie van het Hempiness Music Festival plaats. Een driedaags evenement waar internationale artiesten als Sticky Fingers, Mellow Mood, Starfish, Pedestrians en vele anderen naast Will and the People optreden. Aan het einde van het jaar voegde de band zich bij Sticky Fingers op hun "Yours to Keep Aus Arena Tour", waar ze optraden voor duizenden mensen in de grootste podia van Australië.
In 2020 moest Will and the People vanwege de aanhoudende pandemie de Europese tournee waarin ze zouden optreden in de belangrijkste Europese hoofdsteden, moeten uitstellen. Desondanks heeft de band al drie Singles en een EP uitgebracht genaamd "Head in the sand-Live from Lockdown., En kondigde de release van een album aan tegen het einde van het jaar.

## Discografie

### Albums
| Album               | Verschijnen | Label               | Hitlijsten | Hitlijsten |
| Album               | Verschijnen | Label               | NL         | NL         |
| Album               | Verschijnen | Label               | Piek       | Weken      |
| ------------------- | ----------- | ------------------- | ---------- | ---------- |
| Will and the People | 2012        | MGM                 | 28         | 18         |
| Friends             | 2013        | Baggy Trouser Music | 8          | 3          |
| Whistleblower       | 2014        | Baggy Trouser Music | 30         | 1          |

### Singles
- Addicted (2010)
- Mr. Sketchy (2010)
- Yellow (2011)
- Lion in the Morning Sun (2012)
- No Shame (2012)
- Salamander (2012)
- The Game (2012)
- Holiday (2013)
- Eyes (2013)
- Walking in the Air (2013)
- Angel Sky (From the Hit) (2014)
- Wasting Time (2016)
- Gigantic (2019)

Singles met hitnotering
| Lied                    | Verschijnen     | Album               | Hitlijsten  | Hitlijsten  | Hitlijsten   | Hitlijsten   | Opmerkingen |
| Lied                    | Verschijnen     | Album               | NL (Top 40) | NL (Top 40) | NL (Top 100) | NL (Top 100) | Opmerkingen |
| Lied                    | Verschijnen     | Album               | Piek        | Weken       | Piek         | Weken        | Opmerkingen |
| ----------------------- | --------------- | ------------------- | ----------- | ----------- | ------------ | ------------ | ----------- |
| Lion in the Morning Sun | 23 juli 2012    | Will and the People | 9           | 17          | 10           | 21           | 3FM Megahit |
| Salamander              | 15 oktober 2012 | Will and the People | tip3        | —           | 74           | 2            | 3FM Megahit |

### NPO Radio 2 Top 2000
| Nummer met noteringen in de NPO Radio 2 Top 2000 | '12 | '13  | '14  | '15  |
| ------------------------------------------------ | --- | ---- | ---- | ---- |
| Lion in the Morning Sun                          | 730 | 1235 | 1829 | 1848 |

1. ↑  Een vetgedrukt getal geeft de hoogste notering aan.
2. ↑  2012 was het eerste jaar met een notering voor dit nummer.
3. ↑  Deze tabel is bijgewerkt tot en met de laatste editie (2024).